# Le Raptor
Pour les articles homonymes, voir Raptor.
Le Raptor, de son vrai nom Ismaïl Ouslimani, ou anciennement le Raptor dissident, né le 22 août 1993 à Orsay, est un vidéaste web et polémiste français d'extrême droite et un membre influent de la « fachosphère » française.
Il se fait connaître à partir de 2015 au moyen de ses vidéos sur YouTube, dans lesquelles il expose, notamment, des propos climatosceptiques et complotistes. Il s'oppose également au multiculturalisme ou encore l'immigration. Il est surtout remarqué pour ses prises de position et son style jugés violents ainsi que pour sa posture viriliste, antiféministe, masculiniste et sexiste. 
À partir de mai 2023, il se tourne vers les podcasts, après avoir fait l'objet de restrictions sur YouTube. Dans ses émissions, il commente l'actualité et expose son quotidien, tout en mettant en avant ses cours et ses compléments alimentaires supposés aidant à la prise de muscles.

## Biographie
Ismaïl Ouslimani, est né le 22 août 1993 à Orsay et est issu d'une famille algérienne kabyle. Il poursuit ensuite ses études dans une école d'ingénieurs à Toulouse.
Il crée le 15 février 2015 sa chaîne YouTube et commence à publier des vidéos politiques en utilisant le pseudonyme « le Raptor dissident »,. Il se montre d'abord sous les traits d'un vélociraptor, avant de se filmer à découvert pour la première fois dans une vidéo publiée le 24 avril 2017.
En novembre 2016, il atteint les 300 000 abonnés puis, l'année suivante, il dépasse les 500 000, tout en cumulant 25 millions de vues en 2017. En janvier 2020, sa chaîne comptabilise plus de 650 000 abonnés, en juin 2021, 700 000 abonnés,, et en juin 2023, 719 000 abonnés.
Il est également coach sportif et vend des programmes de musculation et de nutrition, ainsi que des compléments alimentaires supposés favoriser la prise de muscles.
Pour l'historien Nicolas Lebourg, « le fait qu'il s'agisse d'un individu non affilié à une organisation politique, semblant n'avoir aucune biographie militante, témoigne du nouvel âge individualiste de la politique — même Fdesouche s'était constitué grâce à un collectif, au-delà de la personnalité de son emblématique fondateur ».
Le Raptor dissident débute en avril 2018, avec Papacito, autre figure de la fachosphère, la création de groupuscules nationalistes partout en France via des lives hebdomadaires sur sa chaîne YouTube. Le projet, alors intitulé MonteUneÉquipe, réunit des centaines de jeunes. Dépassés par le nombre de participants, le Raptor et Papacito abandonnent leur projet durant l'été. Celui-ci se structure de façon autonome sous le nom de Vengeance patriote et réunit, selon StreetPress, plus de 400 membres en 2020. Selon le même média, le Raptor et Papacito tentent par la suite « de faire oublier leur implication » dans la fondation d'une telle organisation violente et raciste qui rêve de prendre le pouvoir après un hypothétique effondrement de la République,.
Après le premier tour de l'élection présidentielle de 2022, à la suite de la défaite d'Éric Zemmour, il rejette l'utilité des élections et appelle ses abonnés à abandonner l'investissement en politique. Pour Libération, étant sur « la même inclinaison que Zemmour », il est l'exemple d'une « fachosphère entre séparatisme et radicalisation ». Selon Le Monde, il fait partie avec Papacito des influenceurs d'extrême droite qui se radicalisent à la suite de la défaite d'Éric Zemmour perçu comme « un homme providentiel, concept puissant dans l'imaginaire de l'extrême droite », ce qui a ravivé « leur défiance envers les institutions et les partis politiques ». Le lendemain de l'échec de Zemmour au premier tour, le Raptor, « abstentionniste autoproclamé », déclare : « Je ne crois pas en la démocratie, ça me dégoûte. »
Après 8 mois d'absence sur YouTube, il publie en mai 2023 une vidéo expliquant qu'il préfère se concentrer sur son entreprise dévolue à la musculation, et sur son podcast intitulé 10 000 pas, qui se classe au « Top podcasts France » de Spotify, en 11e position,. Ce choix s'explique par le shadow ban de ses vidéos sur YouTube, et le fait que contrairement à YouTube, les plateformes de podcasts ne démonétisent pas les vidéos d'extrême droite, et ne sont pas surveillées par l'Autorité de régulation de la communication audiovisuelle et numérique (Arcom),. Dans ses émissions, il mélange actualité, vie quotidienne à côté de ses cours et compléments alimentaires aidant à la prise de muscles, tout autour d'un discours viriliste. Après deux années d'absence à l'exception de la vidéo de mai 2023, Le Raptor publie en septembre 2024 un nouveau contenu déniant le changement climatique rythmé par des remarques transphobes et sexistes,.

## Vidéos
Adoptant un montage saccadé, le Raptor réalise notamment ce qu'il qualifie de « revues d'actualité avec une bonne grosse dose de haine ». Il déclare s'être inspiré du vidéaste de tutoriels de musculation Jean-Onche le Musclay et du blog FDP de la mode de Papacito. Il reprend également des symboles de la communauté de jeuxvideo.com, en particulier de la « sous-culture réactionnaire » du forum 18-25,,, et inspire à son tour les utilisateurs de ces forums.
Le Raptor dénonce régulièrement les « social justice warriors » qui selon lui « prônent tout et n'importe quoi au nom de la tolérance, de la liberté d'être et de s'exprimer, de l'amour de son prochain et du plus faible ». Il s'oppose souvent aux nombreuses personnalités qu'il critique « en déconstruisant [leurs] idées féministes ». Il s'attaque régulièrement aux journalistes de manière générale et à des figures politiques telles que Marine Le Pen qu'il surnomme « Malika Le Pen » et classe ironiquement à gauche,. Affirmant « taper » sur tout le monde et revendiquant l'insulte comme moyen d'expression, il se plaint lui-même d'être harcelé. Il critique notamment des vidéastes comme Mathieu Sommet et Dany Caligula — lesquels ont pris position contre lui — ou encore Usul.
Il a rendu hommage à Jean-Marie Le Pen, et même à Henry de Lesquen, lorsque celui-ci fut condamné pour provocation à la haine et contestation de crime contre l'humanité,,.
BuzzFeed publie en novembre 2017 un extrait du style d'injures auxquelles le Raptor a recours :

« Dans une [de ses vidéos], il s'adresse à Annaliese Nielsen, une femme harcelée par l'alt-right nord-américaine après avoir reproché de façon insistante à un chauffeur Lyft d'avoir sur son tableau de bord une figurine hawaïenne caricaturale. Voici ce qu'il lui dit : "Toi, par contre, ta grosse gueule, tu l'ouvres, tu l'ouvres, moi, c'est simple si j'étais le conducteur, ça fait un moment je t'aurais mis un coup de frein à main dans la gueule histoire de tester ton port de ceinture, et que je t'aurais balancée sur le bas-côté pour que tu comprennes la différence entre les sièges en cuir de ma caisse et un putain de trottoir froid en béton". »

## Analyse

### Forme des vidéos
En 2019, pour Valeurs actuelles et L'Express, le Raptor s'inspirerait de la forme d'« humour Canal+ » et du Petit Journal de Yann Barthès,. Le politologue Jean-Yves Camus le qualifie quant à lui de « sous-produit de la sous-culture qui émerge sur YouTube ».
Selon le journaliste Vincent Matalon, « le vidéaste utilise aussi des codes antisémites en faisant apparaître discrètement une photo de Larry Silverstein lorsqu'il évoque le journaliste Patrick Cohen. » Cette photo est extraite d'un mème populaire sur le forum 18-25 de jeuxvideo.com, qui présente Silverstein comme un Juif ironiquement considéré comme « chanceux » car propriétaire du bail du World Trade Center remboursé de 4,55 milliards de dollars par les assurances après les attentats du 11 septembre 2001, une allusion à la théorie conspirationniste et antisémite selon laquelle il était prévenu des attentats, voire les aurait organisés.
Il a parfois été accusé de manipulation, comme lorsqu'il a prêté à la rédaction de Mediapart des propos écrits sur un blog d'internaute. Le journaliste David Doucet écrit : « Il faut reconnaître au Raptor un certain talent formel et des vidéos assez léchées. Produit de son époque, il sait parfaitement capter les internautes, et c’est pourquoi je connais des gens, pas du tout d’extrême droite, qui ne le regardent que pour le style ».

### Propos polémiques sur divers sujets de société
France Info qualifie les prises de position du Raptor comme « au minimum réactionnaires et les injures plus vulgaires les unes que les autres ». Causette juge le discours du Raptor, « youtubeur fascisant fan de gonflette », comme hostile aux féministes, à la bien-pensance, à la « racaille invariablement personnifiée […] avec des prénoms aux consonances arabes ou africaines » et aux « gauchistes "migrantophiles" ou "cosmopolites" » — deux adjectifs que Causette assimile à « judéophiles ».
BuzzFeed le décrit comme un membre d'un groupe de youtubeurs influenceurs aux centaines de milliers d'abonnés diffusant un « discours réactionnaire et antiféministe d'une extrême violence ». Il se revendique lui-même viriliste,. BuzzFeed analyse que « plusieurs [de ses] vidéos […] appellent clairement à la violence contre les femmes ». La RTBF l'accuse de « sexisme » et d'user, dans ces démonstrations antiféministes, « de pseudos-infos sorties de leur contexte ». Il s'oppose également à l'avortement, qu'il compare dans un tweet à un génocide.
Selon France Info, le Raptor affiche un mépris envers ceux qu'il nomme « les fragiles », leur reprochant d'avoir des « corps de lâches » associés à la soumission ou à l'homosexualité. D'après l'analyse du journal Les Inrockuptibles, le Raptor oscille entre « provocations […] racisme et opinions extrêmes ».
Le Raptor est souvent accusé de jouer de l'ambiguïté de ses propos et de leur supposé second degré et est ainsi qualifié de troll par L'Obs et par Les Inrocks, ce à quoi l'intéressé répond : « Rajouter des insultes, ça a aussi cette capacité de diminuer le niveau, de rabaisser le niveau de la vidéo pour qu'on se dise “Bon c'est pas trop sérieux, on rigole”, même si les choses sont sérieuses, les idées sont sérieuses ». Pour Valeurs actuelles, l'humour et la dérision font office de « faux-nez, pour faire passer des idées qui n'ont pas droit de cité ».
Pour France Inter et Radio Nova, le Raptor est un influenceur masculiniste d'extrême droite, climato-sceptique « volontiers complotiste et obsédé par tout ce qui ressemble au "wokisme" »,. Selon Francis Dupuis-Déri, chercheur spécialiste de l'antiféminisme, le Raptor fait partie des youtubeurs masculinistes célèbres en France aux côtés de Papacito, en réaction au mouvement #MeToo.

### Affiliation à la fachosphère
Même si Ismaïl Ouslimani se revendique lui-même comme étant apolitique,, de nombreux journalistes et chercheurs le classent clairement à l'extrême droite et dans la fachosphère.
Selon le magazine Marianne, le Raptor « plaide en partie l'ironie et l'outrance volontaire » et se dit être « assez flou sur ses opinions ». Le magazine se demande toutefois : « peut-on refuser l'étiquette d'extrême droite lorsque l'on rebaptise la présidente du Rassemblement national "Malika Le Pen, femme de gauche" ? Lorsque l'on s'oppose à l'avortement, que l'on prône un virilisme exacerbé, que l'on dénonce le "cosmopolitisme" ou les "fragiles" ? ».
Le journaliste David Doucet affilie Ismaïl Ouslimani à la « fachosphère », un vocable que ce dernier réfute. Selon Doucet, « il se rattache bien sûr à ce courant. Il s'attaque à tous les totems que déteste la fachosphère : la gauche en général, le mode de vie parisien, le féminisme ou bien encore le multiculturalisme… »,. Plusieurs autres journalistes, dans des articles publiés dans L'Express et Libération, rejoignent cette analyse,. Dans Les Inrockuptibles, le journaliste Xavier Ridel estime en 2017 qu'il « semble être en passe de devenir l'un des leaders […] [de] l'alt-right » et que « beaucoup d'éléments le rattachent […] à l'idéologue d'extrême droite Alain Soral ». Selon France Info et Libération, le Raptor ferait en effet partie de ceux qui estiment que « le FN est en fait le pire ennemi de l'extrême droite », notamment depuis la défaite de Marine Le Pen à l'élection présidentielle de 2017.
L'historien Nicolas Lebourg considère les vidéos du Raptor comme faisant partie des « réussites du combat culturel d'extrême droite ». Ce dernier et le sociologue Gérald Bronner le rapprochent à cet égard du dessinateur Marsault,. Le journal L'Express pointe, quant à lui, les liens du Raptor avec la youtubeuse Virginie Vota « une monarchiste proche des catholiques intégristes de Civitas ».
Le politologue Stéphane François propose l'analyse suivante : « Le Raptor Dissident est dans [une] stratégie de banalisation et [de] diffusion des idées d'extrême droite, même s'il préfère se dire de droite, et pas d'extrême droite, car c'est encore un terme disqualifiant ». Toutefois, cette droitisation des esprits resterait passive selon le politologue Jean-Yves Camus : « Les gens qui sont abonnés à la chaîne du Raptor se contentent de rester derrière leur écran, en enfilant la lecture de vidéos avant d'aller se coucher. Ça ne débouche pas sur une mobilisation politique, car Le Raptor touche une population qui ne mettrait jamais la main sur un bulletin de vote, encore moins [sic] qu' elle ne descendrait dans la rue pour manifester ».

## Polémiques

### Accusations de cyberharcèlement
En 2016, le Raptor est accusé d'incitation au cyberharcèlement envers Marion Séclin,,, une vidéaste qui avait publié une vidéo sur YouTube blâmant la drague et le harcèlement de rue. Le Raptor dissident lui répond par une vidéo dans laquelle il critique ses propos en ayant recours à des insultes. Marion Séclin déclare : « [Le Raptor] a fait une vidéo expliquant à quel point j'étais une sale pute, et à quel point j'avais tort dans tout ce que je disais [et] a eu l'intelligence d'envoyer sa communauté de jeunes garçons […] qui ont commencé à me harceler, tous les jours, sur tous mes réseaux sociaux ». La chroniqueuse Giulia Foïs de France Inter relaie l'affaire et deux vidéos du Raptor dissident sont supprimées par YouTube. Il dénonce une décision « abusive » et fait appel par la suite de cette décision, sans succès. Le youtubeur Dany Caligula souligne lui aussi le harcèlement dont il est victime après avoir publié une vidéo dans laquelle il prend la défense de Marion Séclin, en octobre 2016,. En 2017, France Info décrit le Raptor comme « un chef de meute à l'origine de harcèlements ».
Le Raptor réfute les accusations et estime : « Je ne vois pas où était l'incitation au harcèlement là-dedans. Je n'ai jamais appelé à ceci. Marion Séclin, j'ai un problème avec son discours mais ça ne va pas plus loin. Il faut comprendre aussi que ni moi ni personne ne pouvons maîtriser des communautés, et même quand j'essaye, ils ne m'obéissent pas ».

### Relations avec Alain Soral
Le Raptor reçoit dans un premier temps l'approbation d'Alain Soral, dont il aurait emprunté les méthodes pour capter l'attention de son audience, selon le journaliste de France Info Vincent Matalon. Comme le souligne l'historien Emmanuel Kreis, au moment de la « réelle perte d'audience de Soral », à la fin des années 2010, le Raptor devient un farouche critique de la ligne politique de l'idéologue qui l'avait inspiré. Le Raptor dénonce le « marxisme » de Soral et son « obsession antisémite » qui le ferait, selon le Raptor, « négliger la menace islamiste, au point d'en faire un idiot utile du cosmopolitisme ». En juin 2018, le Raptor défie Alain Soral « en combat de MMA », une pratique alors encore interdite en France, que ce dernier accepte,. Dieudonné propose son aide pour organiser le combat et organise une conférence de presse où se présente seulement Alain Soral. Le Raptor décline l'invitation et le duel n'est pas programmé, à la suite, semble-t-il, de désaccords sur son organisation.
Pour le philosophe Michaël Fœssel, leur querelle « se ramène à peu de choses en matière de théorie politique » ; les deux hommes se sont « divisés au moment d'établir la hiérarchie des ennemis à abattre », à savoir que « du côté de Soral, tout le mal vient des Juifs, alors que ledit Raptor réserve sa vindicte imagée aux “arabo-musulmans” ». Pour David Doucet, « la volonté d'en découdre physiquement est assez répandue à l'extrême droite, qui est imprégnée par l'esprit du duel […] À leurs yeux, le sport et le culte du corps permettent de séparer les vrais hommes des autres, ceux qui sont animés d'une véritable volonté politique et ceux qui acceptent leur propre décadence physique ». Selon Jean-Yves Camus, il s'agit d'une querelle d'ego classique : « Dans cette petite mouvance, ils se font la courte échelle, puis, dans un second temps, s'accusent les uns les autres des pires turpitudes et finissent par se détester ».

### Propos climatosceptiques et complotistes
Le Raptor publie le 8 septembre 2024, après deux ans de silence sur la plateforme, une vidéo sur sa chaîne YouTube reprenant les thèses climatosceptiques développées par Steven Koonin dans Climat, la part d'incertitude et invitant les spectateurs à sortir du « narratif promu par la matrice »,,,. Selon plusieurs médias, les arguments du vidéaste relèvent également d'une rhétorique complotiste,,.
Pour le journaliste Maxime Macé, spécialiste de l'extrême droite, si le Raptor « adhère [à ces théories] », il en reste que « tout ce spectacle est un produit d'appel pour renvoyer les gens vers ce qui lui rapporte de l'argent », c'est-à-dire ses « programmes de diététique, ses formations en culturisme, la vente de compléments alimentaires et ses podcasts monétisés ». La vidéo est largement relayée par des internautes habitués à relayer des informations fausses ou trompeuses sur le climat.  
Pour Roman Bornstein, co-directeur des études de la Fondation Jean-Jaurès, le Raptor reprend « un agenda politique plus global cherchant à opposer le peuple contre les "élites" [avec] une conflictualisation permanente qui ne laisse aucune place au consensus ».

### Webographie
- Perrine Signoret, « Sur YouTube, le Raptor Dissident (et autres trolls) ne sont plus tranquilles », L'Obs, 7 novembre 2016.
- Xavier Ridel, « On a tenté de décrypter le cas du Raptor Dissident », Les Inrockuptibles, 9 septembre 2017.
- Jules Darmanin, « Raptor Dissident, Valek Noraj : dans la tête des youtubeurs réacs qui inspirent les harceleurs de jeuxvideo.com », sur BuzzFeed, 21 novembre 2017.
- Vincent Matalon, « Qui est Raptor Dissident, le "porte-étendard de la fachosphère" aux millions de vues sur YouTube ? », sur France Info, 4 décembre 2017.
- Nicolas Lebourg, « À l'extrême droite, quoi de nouveau ? », Le Nouveau Magazine littéraire, 20 juin 2018 (version du 23 juin 2018 sur Internet Archive).
- Paul Saverot, « Le Raptor dissident, terreur de YouTube », Valeurs actuelles, 10 juillet 2018.
- Anna Cuxac (avec Aurélia Blanc), « Combat de coqs à Facholand », Causette, no 92,‎ septembre 2018, p. 18–22 (lire en ligne).